# Systoechus vulgaris
Systoechus vulgaris – gatunek muchówki z rodziny bujankowatych i podrodziny Bombyliinae.
Muchówka ta osiąga od 5 do 10 mm długości ciała. Oskórek ma opylony i porośnięty długim, żółtym owłosieniem, jednak twarz w całości porośnięta jest włoskami czarnymi i żółtymi. Głowa jest wyraźnie węższa od tułowia, w widoku bocznym prawie trójkątna. Aparat gębowy ma sterczący ku przodowi ryjek. Tułów jest krótki, szeroki, na przedzie wysklepiony. Skrzydła są duże. Komórki podstawowe radialna i medialna są takiej samej długości. Odnóża są długie i smukłe. Stopy wieńczą smukłe przylgi oraz długie i ostre pazurki. Odwłok jest podługowato-owalny.
Owady dorosłe odżywiają się nektarem. Latają od czerwca do sierpnia. Larwy żerują na jajach prostoskrzydłych.
Owad nearktyczny. W Kanadzie zamieszkuje Albertę, Manitobę, Saskatchewan i południowe Ontario, w Stanach Zjednoczonych zaś stany: Alabama, Arizona, Arkansas, Dakota Południowa, Dakota Północna, Dystrykt Kolumbii, Idaho, Illinois, Indiana, Iowa, Kalifornia, Kansas, Kolorado, Massachusetts, Michigan, Minnesota, Missisipi, Montana, Nebraska, New Jersey, Nowy Meksyk, Ohio, Oklahoma, Oregon, Tennessee, Teksas, Utah i Wisconsin.